# 別讓我失望
〈別讓我失望〉（英語："Don't Let Me Down"），是美國DJ組合老菸槍雙人組製作，黛雅客串的一首歌曲，收錄於組合的迷你專輯《神曲拼貼》中。歌曲於2016年2月5日由破壞者唱片和哥伦比亚唱片作為單曲發行。歌曲由組合和埃米莉·華倫與史考特·哈里斯創作，其製作由組合完成。組合成員在乘機時創作了歌曲的高潮部分，並在之後對歌曲進行了多次修改。音樂上，〈別讓我失望〉是一首包含陷阱-流行風格的電子舞曲。
歌曲發行後獲得了主流樂評的好評，並使組合收穫了第59届格莱美奖“最佳舞曲錄製”。商業上，歌曲在美英兩國分別取得了第3名和第2名。〈別讓我失望〉的音樂錄影帶於2016年4月29日上載至YouTube。在錄影帶中，組合駕車在山路上行駛，而黛雅和一群舞者在路上跳舞。亚瑟小子曾翻唱過本歌曲，州立農業保險公司的廣告亦使用了這首歌曲。

## 創作與發行
在一次採訪中，組合成員安德魯·塔加特透露，他最開始在乘機時創作了歌曲的高潮部分。之後，受到the xx和天空爆炸的啟發，組合用芬達電吉他和軟體插件往歌曲裡加了一些“大的、迴響的吉他音”。埃米莉·華倫和史考特·哈里斯與組合一起創作了歌曲的旋律和歌詞。人聲部分，歌曲原本想要給蕾哈娜演唱，但她的團隊回絕了這首歌。
當塔加特聽到黛雅的〈Hide Away〉之後，組合正式敲定了歌曲人聲部分演唱者的人選，並請黛雅去錄音室錄製人聲部分。歌曲最初創作時音階較低，但為了適應黛雅的音域，組合將其調高了一些。歌曲的第3高潮段的薩克斯伴奏亦是後來才加上的。最終，歌曲以通常音符兩倍時間80拍每分鐘的速度創作完成，其音調為升G小調。歌曲的和弦進程為E–B–F♯–G♯m，黛雅在歌曲的音域介於G♯3和C♯5之間。
2016年2月5日，歌曲由破壞者唱片和哥伦比亚唱片作為單曲發行。同年3月22日，歌曲接檔〈玫瑰朵朵〉，作為電台單曲發行。

## 樂評與獎項
Idolator的罗比·道表示，歌曲“以一段吸引人的循環吉他樂句開始，十七歲的黛雅哀歎道自己正‘猛烈撞向墙壁，此刻的我祈求着一个奇迹’。在副歌開始前，歌曲已完全變為陷阱樂狀態。”《滾石》將歌曲列為2016年上半年30大最佳歌曲之一，寫道“雖然電子舞曲也許不像以往一樣控制著各大音樂排行榜了，但是老菸槍雙人組這首超嗨的情歌向我們證明了這一曲風仍然氣數未盡。新人黛雅以挫敗感的聲音和重拍浩室般的節拍參戰，並最終贏得了這場（排行榜）戰役。”
歌曲贏得了第59届格莱美奖“最佳舞曲錄製”。

## 榜單表現
在美國，〈別讓我失望〉在2016年2月27日那周空降《告示牌》百强单曲榜第85名，但在次週出榜。同年3月12日那周，歌曲重新進榜，取得第81名。7月16日，歌曲取得了其最高排位第3名。〈別讓我失望〉總計在榜單前10停留了23周，被《告示牌》評為當年榜單表現第8好的歌曲。在英國，歌曲則最高取得了單曲榜亞軍。

## 音樂錄影帶
歌曲的音樂錄影帶於2016年4月29日上載至YouTube。在錄影帶中，組合二人日出時在一個樹木覆蓋的山路上開著一輛黃色敞篷车。開車的畫面插入了黛雅的鏡頭，黛雅身穿黑色皮褲和夾克，在一片霧氣濛濛的灌木林中唱歌。在黛雅和一群環繞在她身邊穿著與其相似的舞者堵住山路時，組合停下了車。黛雅和舞者們跳著舞，而組合在車上看著她們。節拍漸進，車子跟著節拍搖晃，愈搖愈烈。在歌曲快結束時，搖晃的車子將組合甩出了車子，二人懸浮在空中。

## 翻唱版本與媒體使用
2016年9月5日，亚瑟小子在BBC廣播一台節目《Live Lounge》上翻唱了〈別讓我失望〉。
2017年3月，州立農業保險公司的廣告使用了歌曲的鋼琴翻版。

## 曲目列表
| 數位下載 | 數位下載                            | 數位下載 |
| 曲序     | 曲目                                | 时长     |
| -------- | ----------------------------------- | -------- |
| 1.       | Don't Let Me Down（featuring Daya） | 3:28     |

| 數位下載 – 混音迷你專輯 | 數位下載 – 混音迷你專輯                                                                         | 數位下載 – 混音迷你專輯 |
| 曲序                    | 曲目                                                                                            | 时长                    |
| ----------------------- | ----------------------------------------------------------------------------------------------- | ----------------------- |
| 1.                      | Don't Let Me Down（featuring Daya）（W&W Remix）                                                | 3:15                    |
| 2.                      | Don't Let Me Down（featuring Daya）（Illenium Remix）                                           | 3:40                    |
| 3.                      | Don't Let Me Down（featuring Daya）（Zomboy Remix）                                             | 4:26                    |
| 4.                      | Don't Let Me Down（featuring Daya）（Ephwurd Remix）                                            | 4:05                    |
| 5.                      | Don't Let Me Down（featuring Daya）（Ricky Remedy Remix）                                       | 4:39                    |
| 6.                      | Don't Let Me Down（featuring Daya and Konshens）（Dom Da Bomb & Electric Bodega Mixshow Remix） | 3:25                    |
| 总时长：                | 总时长：                                                                                        | 23:30                   |

| 數位下載 – Hardwell與Sephyx混音版本 | 數位下載 – Hardwell與Sephyx混音版本                              | 數位下載 – Hardwell與Sephyx混音版本 |
| 曲序                                | 曲目                                                             | 时长                                |
| ----------------------------------- | ---------------------------------------------------------------- | ----------------------------------- |
| 1.                                  | Don't Let Me Down（featuring Daya）（Hardwell and Sephyx Remix） | 2:42                                |

## 榜單
| 榜單（2016年-2017年）                        | 最高 排位 |
| -------------------------------------------- | --------- |
| 澳大利亚（澳大利亚唱片业协会單曲榜）         | 3         |
| 奥地利（Ö3四十强单曲榜）                     | 6         |
| 比利时佛兰德（Ultratop五十强单曲榜）         | 4         |
| 比利时瓦隆（Ultratop五十强单曲榜）           | 15        |
| 白俄羅斯（Unistar電台二十強榜）              | 9         |
| 加拿大（Canadian Hot 100）                   | 4         |
| 捷克（電台百強單曲榜）                       | 17        |
| 捷克（百強數位單曲榜）                       | 4         |
| 丹麥（Hitlisten单曲榜）                      | 15        |
| 芬兰（芬蘭官方單曲榜）                       | 9         |
| 法国（法國唱片出版業公會單曲榜）             | 19        |
| 德国（德國官方單曲榜）                       | 6         |
| 匈牙利（四十強舞曲榜）                       | 33        |
| 匈牙利（四十強單曲榜）                       | 9         |
| 印度（Mirchi Angrezi電台二十強榜）           | 3         |
| 愛爾蘭（愛爾蘭唱片音樂協會单曲榜）           | 3         |
| 意大利（意大利音乐产业联盟单曲榜）           | 7         |
| 拉脫維亞（拉脫維亞四十強榜）                 | 3         |
| 黎巴嫩（黎巴嫩官方二十强榜）                 | 8         |
| 墨西哥（拉美監控）                           | 12        |
| 荷兰（荷蘭四十強單曲榜）                     | 7         |
| 荷兰（百强单曲榜）                           | 5         |
| 新西兰（新西兰唱片音乐协会单曲榜）           | 2         |
| 挪威（世道單曲榜）                           | 5         |
| 菲律賓（菲律賓百強榜）                       | 32        |
| 葡萄牙（葡萄牙唱片業協會单曲榜）             | 4         |
| 羅馬尼亞（媒体森林）                         | 6         |
| 蘇格蘭（官方榜单公司單曲榜）                 | 3         |
| 斯洛伐克（百強數位單曲榜）                   | 3         |
| 西班牙（西班牙音樂製作協會）                 | 9         |
| 瑞典（瑞典最熱榜）                           | 5         |
| 瑞士（瑞士热门音乐榜）                       | 8         |
| 英國（官方榜单公司舞曲榜）                   | 1         |
| 英國（官方榜单公司單曲榜）                   | 2         |
| 美国（《告示牌》百大單曲榜）                 | 3         |
| 美國（《告示牌》Hot Dance/Electronic Songs） | 1         |
| 美國（《告示牌》Adult Pop Airplay）          | 6         |
| 美國（《告示牌》Dance Club Songs）           | 4         |
| 美國（《告示牌》Pop Airplay）                | 1         |
| 美國（《告示牌》Rhythmic Songs）             | 3         |

| 榜單（2016年）                         | 排位 |
| -------------------------------------- | ---- |
| 澳大利亞（澳大利亞唱片業協會單曲榜）   | 5    |
| 奧地利（Ö3四十強單曲榜）               | 7    |
| 比利時法蘭德斯（Ultratop五十強單曲榜） | 7    |
| 比利時瓦隆（Ultratop五十強單曲榜）     | 38   |
| 加拿大（加拿大百強單曲榜）             | 8    |
| 丹麥（Tracklisten）                    | 25   |
| 德國（德國官方榜單）                   | 7    |
| 義大利（義大利音樂產業聯盟）           | 12   |
| 荷蘭（百強單曲榜）                     | 8    |
| 紐西蘭（紐西蘭唱片音樂協會）           | 6    |
| 西班牙（西班牙音樂製作協會）           | 17   |
| 瑞典（瑞典最熱榜）                     | 6    |
| 瑞士（瑞士熱門音樂榜）                 | 14   |
| 英國（官方榜單公司單曲榜）             | 17   |
| 美國（《告示牌》百強單曲榜）           | 8    |
| 美國（《告示牌》成人四十強單曲榜）     | 23   |
| 美國（《告示牌》舞曲夜店歌曲榜）       | 2    |
| 美國（《告示牌》舞曲/電音流媒體榜）    | 2    |
| 美國（《告示牌》舞曲/電音歌曲榜）      | 1    |
| 美國（《告示牌》主流四十強單曲榜）     | 3    |

## 销售认证
| 地區                                     | 认证    | 认证单位/销量 |
| ---------------------------------------- | ------- | ------------- |
| 澳大利亚（澳大利亚唱片业协会）           | 9× 白金 | 630,000‡      |
| 奥地利（國際唱片業協會奧地利分會）       | 白金    | 30,000‡       |
| 比利时（比利時唱片音樂協會）             | 3× 白金 | 90,000‡       |
| 巴西（巴西唱片業協會）                   | 3× 钻石 | 750,000‡      |
| 加拿大（加拿大音乐协会）                 | 9× 白金 | 720,000‡      |
| 丹麦（國際唱片業協會丹麥分會）           | 2× 白金 | 180,000‡      |
| 法国（法國唱片出版業公會）               | 钻石    | 233,333‡      |
| 德国（聯邦音樂產業協會）                 | 钻石    | 1,000,000‡    |
| 意大利（意大利音乐产业联盟）             | 6× 白金 | 300,000‡      |
| 墨西哥（墨西哥音像製品協會）             | 钻石    | 300,000‡      |
| 荷兰（荷蘭音像製品製作與進口協會）       | 3× 白金 | 90,000‡       |
| 新西兰（新西兰唱片音乐协会）             | 2× 白金 | 30,000*       |
| 波兰（波蘭音像製造商協會）               | 4× 白金 | 200,000‡      |
| 葡萄牙（葡萄牙唱片業協會）               | 2× 白金 | 20,000‡       |
| 西班牙（西班牙音樂製作協會）             | 3× 白金 | 120,000‡      |
| 瑞典（瑞典唱片業協會）                   | 6× 白金 | 240,000‡      |
| 英国（英国唱片业协会）                   | 3× 白金 | 1,800,000‡    |
| 美国（美國唱片業協會）                   | 钻石    | 10,000,000‡   |
| *僅含認證的實際銷量 ‡僅含認證的+實際銷量 |         |               |

## 發行歷史
| 地區 | 日期          | 形式                      | 廠牌                          | 來源   |
| ---- | ------------- | ------------------------- | ----------------------------- | ------ |
| 全球 | 2016年2月5日  | 數位下載                  | 破壞者  哥伦比亚 | [ 8 ]  |
| 美國 | 2016年3月22日 | 主流四十強電台            | 破壞者  哥伦比亚 | [ 9 ]  |
| 美國 | 2016年4月15日 | 數位下載 （混音迷你專輯） | 破壞者  哥伦比亚 | [ 17 ] |